# Келмер
Келмер (англ. Calmar) — містечко в Канаді, у провінції Альберта, у складі муніципального району Ледюк.

## Населення
За даними перепису 2016 року, містечко нараховувало 2228 осіб, показавши зростання на 13,1%, порівняно з 2011-м роком. Середня густина населення становила 476,2 осіб/км².
З офіційних мов обидвома одночасно володіли 60 жителів, тільки англійською — 2 150, а 15 — жодною з них. Усього 140 осіб вважали рідною мовою не одну з офіційних, з них 15 — українську.
Працездатне населення становило 1 265 осіб (70,5% усього населення), рівень безробіття — 12,3% (14,6% серед чоловіків та 9,5% серед жінок). 88,9% осіб були найманими працівниками, а 9,9% — самозайнятими.
Середній дохід на особу становив $51 905 (медіана $42 848), при цьому для чоловіків — $68 680, а для жінок $35 313 (медіани — $61 568 та $29 440 відповідно).
32,6% мешканців мали закінчену шкільну освіту, не мали закінченої шкільної освіти — 24,8%, 42,6% мали післяшкільну освіту, з яких 9,2% мали диплом бакалавра, або вищий.
| Статево-вікова структура населення | Статево-вікова структура населення | Статево-вікова структура населення | Статево-вікова структура населення | Статево-вікова структура населення |
| ---------------------------------- | ---------------------------------- | ---------------------------------- | ---------------------------------- | ---------------------------------- |
|                                    |                                    |                                    |                                    |                                    |
| Всього                             | Всього                             | 51,1%48,9%                         |                                    |                                    |
| 0 — 14 років                       | 0 — 14 років                       |                                    | 20,2%                              | 20,2%                              |
| 15 — 64 років                      | 15 — 64 років                      |                                    | 70,1%                              | 70,1%                              |
| 65 і більше                        | 65 і більше                        |                                    | 9,7%                               | 9,7%                               |
| 85 і більше                        | 85 і більше                        |                                    | 0,7%                               | 0,7%                               |
| Середній вік (років)               | Середній вік (років)               | 36,536,6                           | 36,5                               | 36,5                               |
| Медіана (років)                    | Медіана (років)                    | 36,636,7                           | 36,6                               | 36,6                               |
| — чоловіки — жінки                 |                                    |                                    |                                    |                                    |

| Походження мешканців:     | Походження мешканців:     | Походження мешканців: | Походження мешканців: | Походження мешканців: |
| ------------------------- | ------------------------- | --------------------- | --------------------- | --------------------- |
| Походження                |                           |                       | осіб                  | %                     |
| Корінні американці        | Корінні американці        |                       | 175                   | 7.85%                 |
| Інше північноамериканське | Інше північноамериканське |                       | 725                   | 32.54%                |
| Європейське               | Європейське               |                       | 1 805                 | 81.01%                |
| британське                | британське                |                       | 970                   | 43.54%                |
| французьке                | французьке                |                       | 245                   | 11%                   |
| українське                | українське                |                       | 455                   | 20.42%                |
| Латинськоамериканське     | Латинськоамериканське     |                       | 15                    | 0.67%                 |
| Карибське                 | Карибське                 |                       | 10                    | 0.45%                 |
| Африканське               | Африканське               |                       | 10                    | 0.45%                 |
| Азійське                  | Азійське                  |                       | 155                   | 6.96%                 |

| Зайнятість населення за галузями (за класифікацією NOC): | Зайнятість населення за галузями (за класифікацією NOC): | Зайнятість населення за галузями (за класифікацією NOC): | Зайнятість населення за галузями (за класифікацією NOC): | Зайнятість населення за галузями (за класифікацією NOC): |
| -------------------------------------------------------- | -------------------------------------------------------- | -------------------------------------------------------- | -------------------------------------------------------- | -------------------------------------------------------- |
|                                                          |                                                          |                                                          |                                                          |                                                          |
| Управління                                               | Управління                                               |                                                          | 8,4%                                                     | 8,4%                                                     |
| Бізнес, фінанси та адміністрування                       | Бізнес, фінанси та адміністрування                       |                                                          | 15,6%                                                    | 15,6%                                                    |
| Природничі та прикладні науки                            | Природничі та прикладні науки                            |                                                          | 4%                                                       | 4%                                                       |
| Охорона здоров'я                                         | Охорона здоров'я                                         |                                                          | 2,8%                                                     | 2,8%                                                     |
| Освіта, правозахист, муніципальні та урядові служби      | Освіта, правозахист, муніципальні та урядові служби      |                                                          | 6%                                                       | 6%                                                       |
| Мистецтво, культура, відпочинок та спорт                 | Мистецтво, культура, відпочинок та спорт                 |                                                          | 0,8%                                                     | 0,8%                                                     |
| Роздрібна торгівля та послуги                            | Роздрібна торгівля та послуги                            |                                                          | 22,8%                                                    | 22,8%                                                    |
| Гуртова торгівля, транспорт та обладнання                | Гуртова торгівля, транспорт та обладнання                |                                                          | 29,2%                                                    | 29,2%                                                    |
| Природні ресурси, сільське господарство                  | Природні ресурси, сільське господарство                  |                                                          | 4,8%                                                     | 4,8%                                                     |
| Виробництво                                              | Виробництво                                              |                                                          | 5,2%                                                     | 5,2%                                                     |

## Клімат
Середня річна температура становить 2,8°C, середня максимальна – 21°C, а середня мінімальна – -19,5°C. Середня річна кількість опадів – 501 мм.
| Клімат поселення                              | Клімат поселення | Клімат поселення | Клімат поселення | Клімат поселення | Клімат поселення | Клімат поселення | Клімат поселення | Клімат поселення | Клімат поселення | Клімат поселення | Клімат поселення | Клімат поселення | Клімат поселення |
| Показник                                      | Січ.             | Лют.             | Бер.             | Квіт.            | Трав.            | Черв.            | Лип.             | Серп.            | Вер.             | Жовт.            | Лист.            | Груд.            |                  |
| Середній максимум, °C                         | −6,2             | −3,06            | 2,00             | 10,60            | 17,02            | 20,85            | 20,97            | 20,55            | 15,60            | 10,16            | 0,71             | −4,88            |                  |
| Середня температура, °C                       | −12,86           | −9,74            | −4,7             | 3,90             | 10,36            | 14,20            | 15,84            | 15,40            | 10,48            | 5,00             | −4,42            | −10,02           |                  |
| Середній мінімум, °C                          | −19,53           | −16,41           | −11,36           | −2,76            | 3,68             | 7,50             | 10,72            | 10,28            | 5,34             | −0,08            | −9,56            | −15,14           |                  |
| Норма опадів, мм                              | 24               | 16               | 19               | 28               | 52               | 86               | 99               | 67               | 48               | 25               | 20               | 17               |                  |
| Середньомісячна швидкість вітру, м/с          | 3.20             | 3.30             | 3.40             | 3.70             | 3.70             | 3.30             | 3.00             | 2.90             | 3.10             | 3.39             | 3.30             | 3.20             |                  |
| Середньомісячна сонячна радіація, кДж/м²·день | 3520             | 7029             | 12303            | 17366            | 20481            | 21987            | 22308            | 18676            | 12716            | 7579             | 3853             | 2595             |                  |
| --------------------------------------------- | ---------------- | ---------------- | ---------------- | ---------------- | ---------------- | ---------------- | ---------------- | ---------------- | ---------------- | ---------------- | ---------------- | ---------------- | ---------------- |
| Джерело:                                      |                  |                  |                  |                  |                  |                  |                  |                  |                  |                  |                  |                  |                  |